# Adriana del Pilar Ortiz Lanz
Adriana del Pilar Ortiz Lanz (Campeche, 14 de diciembre de 1967) es una académica y política mexicana, miembro del Partido Revolucionario Institucional desde 1996.
Nació en Campeche, Campeche, el 14 de diciembre de 1967.  Cursó estudios de licenciatura, en la Facultad de Derecho “Dr. Alberto Trueba Urbina” de la Universidad Autónoma de Campeche. Es Maestra en Administración Pública por el Instituto Universitario “Ortega y Gasset”, afiliada a la Universidad Complutense de Madrid y maestra en Políticas Públicas Comparadas por la Facultad Latinoamericana de Ciencias Sociales (FLACSO). 
Es diputada federal de la LXIII Legislatura para el periodo 2015-2018, perteneciente al grupo parlamentario del Partido Revolucionario Institucional. 
Cuenta con 28 años de experiencia en el sector educativo, durante los cuales ha ocupado diversos cargos en la administración pública federal y estatal, así como en el sector autónomo.
En la Administración pública federal, ha sido Coordinadora Nacional de los Colegios de Estudios Científicos y Tecnológicos, Representante de la SEP en los estados de Tabasco y Campeche, así como Titular de la Oficina de Servicios Federales de Apoyo a la Educación en el estado de Campeche.
Como servidor público estatal, se ha desempeñado como Subsecretaria de Educación Básica, directora general de Planeación y Programación y Secretaria Técnica de la Secretaría de Educación del Estado de Campeche. 
En octubre de 2007 fue designada Rectora para el periodo 2007 – 2011 por el Consejo Universitario de la Universidad Autónoma de Campeche. Fue reelegida por unanimidad para un segundo mandato que concluyó en marzo de 2015. Con anterioridad en esa misma institución colaboró como profesor-investigador, asesor y jefe de departamento de la Dirección General de Posgrados e Investigación y de la Dirección General de Planeación, respectivamente. 
Dentro de los reconocimientos que ha recibido en su trayectoria se encuentra el premio “Licenciada María Lavalle Urbina” que otorga el Colegio de la Barra de Abogados de Campeche, por reconocida trayectoria profesional y aportaciones a la educación. Medalla a los mejores estudiantes de México. Premio al Mérito Universitario por alcanzar el mejor promedio de la licenciatura de la generación 1985-1990. Mención honorífica en examen profesional de licenciatura por la Universidad Autónoma de Campeche. Reconocimiento a la Tesis de Maestría por la Facultad Latinoamericana de Ciencias Sociales (FLACSO). 
Ha sido miembro de diversas juntas de gobierno de organismos descentralizados del sector educativo como Colegio de Bachilleres, Colegio de Estudios Científicos y Tecnológicos, Instituto de Capacitación para el Trabajo, Instituto Estatal para la Educación de los Adultos, Colegio Nacional de Educación Profesional, así como de diversos Institutos Tecnológicos de Estudios Superiores en las entidades federativas de Tabasco y Campeche.  También participó como miembro del Comité del Premio "Justo Sierra Méndez" del Gobierno del Estado de Campeche, así como del Consejo Regional de Nafinsa. 
Formó parte del Consejo Nacional de la ANUIES y fue Presidenta del Consejo de la Región Sur - Sureste de la Asociación Nacional de Universidades e Instituciones de Educación Superior (ANUIES) en los años de 2007 a 2008 y de abril de 2012 a febrero de 2015.